# 네티네라
네티네라(Netinera Germany GmbH, NETINERA)는 독일의 철도 운영 사업자로, 이탈리아 국영 철도 페로비에 델로 스타토의 여객 부문인 트렌이탈리아의 자회사이다.

## 회사 역사
네티네라의 전신은 2003년 함부르크에 설립된 어라이바 도이칠란트(Arriva Deutschland)이다. 영국의 운송 그룹 Arriva PLC에서 전액 출자한 자회사이다. 레겐탈 철도(Regentalbahn)를 인수하면서 2004년에 본사를 피흐타흐로 이전했다.
2010년 3월 도이체 반이 어라이바를 28억 유로에 인수하기로 결정했고 인수 절차는 2010년 8월 말에 완료되었다. 인수 과정에서의 반독점 심사 결과 어라이바의 독일 사업 부문을 매각해야 했다. 어라이바 도이칠란트는 2010년 12월 이탈리아 국철 FS의 자회사 트렌이탈리아(51%)와 프랑스-룩셈부르크 인프라 펀드 Cube Infrastructure(49%)의 합자 회사에 매각되었다. 매각 이후 어라이바 도이칠란트의 이름이 네티네라로 변경되었다.
2020년 12월 FS는 합자 회사였던 Cuba Infrastructure 보유 주식을 인수했고 Netinera가 단독 주주가 되었다.

## 사업 분야
네티네라의 자회사는 지방 정부와의 계약으로 철도 및 버스 노선 운영에 참여하며, 자체적으로도 버스, 철도 화물, 장거리 철도 여객 영업을 한다. 니더작센, 메클렌부르크포어포메른, 라인란트팔츠, 바이에른, 베를린, 브란덴부르크, 자를란트, 작센, 튀링겐, 함부르크, 헤센주에서 철도 노선을 운영한다. 버스 노선은 니더작센, 노르트라인베스트팔렌, 메클렌부르크포어포메른, 바이에른, 브란덴부르크, 헤센주의 일부 노선을 운영한다.
일부 노선은 국경을 넘어서 운행한다. 레겐탈 철도는 체코(ČD와 협력), 베르히테스가데너 란트반은 오스트리아(ÖBB 와 협력), vlexx는 프랑스로 운행한다. 2021년 기준 전체 자회사에서 철도 운행 5300만 킬로미터, 버스 운행 4400만 킬로미터를 수행했으며, 철도 동력차 461량, 버스 1278대, 총 직원 5,965명이 있다.
화물 수송 및 물류는 OHE(오스트하노버 철도, Osthannoversche Eisenbahn AG)가 담당한다. 자회사 6개 중 2개는 철도 노선을 소유하고 있으며, 오스트하노버 철도 294 km, 레겐탈 철도 43 km로 총 340여 km 규모이다.
프리그니츠 철도(PEG)에서 소유하고 있었던 215 km 노선은 2012년 7월 10일에 레기오인프라 게젤샤프트(RIG)에 판매되었고, 판매 계약은 2012년 1월 1일로 소급 적용되었다.

## 자회사
네티네라는 6개 자회사의 지주 회사 역할을 하며, 각각 자회사는 네티네라 외에도 다른 주주가 있다.

### 네티네라 바흐슈타인
첼레 소재 네티네라 바흐슈타인(Netinera Bachstein GmbH)는 네티네라(95.34%) 및 바흐슈타인 교통회사(Verkehrsbetriebe Bachstein, 4.66%)에서 지분을 보유하고 있다. 2007년 3월부터 오스트하노버 철도(OHE) 지분 87.51%를 보유하고 있다.
오스트하노버 철도의 자회사는 함부르크, 브레멘, 니더작센 지역에서 메트로놈(metronom), enno(Elektro Netz Nidersachsen Ost, 니더작센 동부 전철 노선), erixx:Der Heidesprinter라는 이름으로 철도 노선을 운영하고 있다. OHE는 이 지역의 5대 사철 회사 중 하나이며 보유하고 있는 노선 규모도 294 km로 독일 사철 중에서는 가장 길다. 회사 보유 선로는 화물 전용으로 사용된다. OHE는 항만 서비스와 자체 포워딩 서비스도 제공한다. 자사 소속 버스 회사인 KVG 슈타데/뤼네부르크, 기프호른군 교통회사(Verkehrsgesellschaft Landkreis Gifhorn, VLG), 오스트하노버 교통회사(Verkehrsbetrieb Osthannover GmbH, VOG), CeBus를 통해서 니더작센 일부에서 버스 노선을 운영하고 있다.

### 아우토부스 지펠
아우토부스 지펠은 2021년 말까지 노선 버스, 전세 버스, 프랑크푸르트 공항의 공항 버스 교통을 운영했다.

### 네티네라 레기온 오스트
네티네라 레기온 오스트 GmbH(Netinera Region Ost GmbH, 과거 PE Arriva와 PE Holding)는 나이세페어케어, 노이슈트렐리츠 사업소 등 여러 회사로 구성되어 있다. 철도 사업소는 2019년 Ostmecklenburgische Bahnwerk GmbH가 인수했으며, 이 회사에는 네티네라가 지분을 참여하고 있다. 프리그니츠 철도는 2012년까지 브란덴부르크에서 철도 노선을 운영했으며 동시에 여러 노선의 소유자이기도 하다. 노선 소유 부문은 2012년에 분사되어 레기오인프라에 매각되었다. 2013년 9월 네티네라 레기온 오스트와 프리그니츠 철도가 합병되었으며, 베를린에 본사가 있는 Prignitzer Eisenbahn GmbH가 되었다.

### 레겐탈 철도/디 랜더반
레겐탈 철도(Regentalbahn)와 그 자회사 디 랜더반(Die Länderbahn)은 바이에른, 작센, 튀링겐, 체코에서 여러 브랜드 이름으로 여객 및 화물 철도를 운영한다. 바이에른에서는 alex, Trilex, 포크트란트 철도(Vogtlandbahn), 오버팔츠 철도(Oberpfalzbahn), Waldbahn을 운앵하며, 자체적인 유지 보수 시설 및 43 km 노선을 보유하고 있다.
레겐탈 철도의 자회사인 vlexx GmbH에서는 2014년 12월부터 남서부 디젤 노선(Dieselnetz Südwest)을 운영하며, 2019년 12월부터는 E-Netz Saar-RB 노선을 운영한다.

### 쥐트브란덴부르거 나페어케어
쥐트브란덴부르거 나페어케어는 젠프텐베르크에 본사가 있으며, 2017년 7월까지 오버슈프레발트라우지츠 지역에서 노선 및 통학 버스를 운영했다. 총 고용 인원은 105명이었고, 보유 차량은 72대였다. 젠프텐베르크, 뤼베나우, 라우흐하머 지역에 차고지가 있었다.
2017년 8월 Rhenus Veniro의 자회사 OSL Bus에서 기존 노선을 인수했다.

### 페어케어스베트리베 빌스
뮌스터란트의 민영 버스 회사인 빌스 교통회사(Verkehrsbetriebe Bils)는 60년 이상 정기 버스와 전세 버스를 운영했다. 전체 차량은 바이오디젤 연료를 사용한다. 2009년에는 버스 안전 운영 인증을 발급받았다.

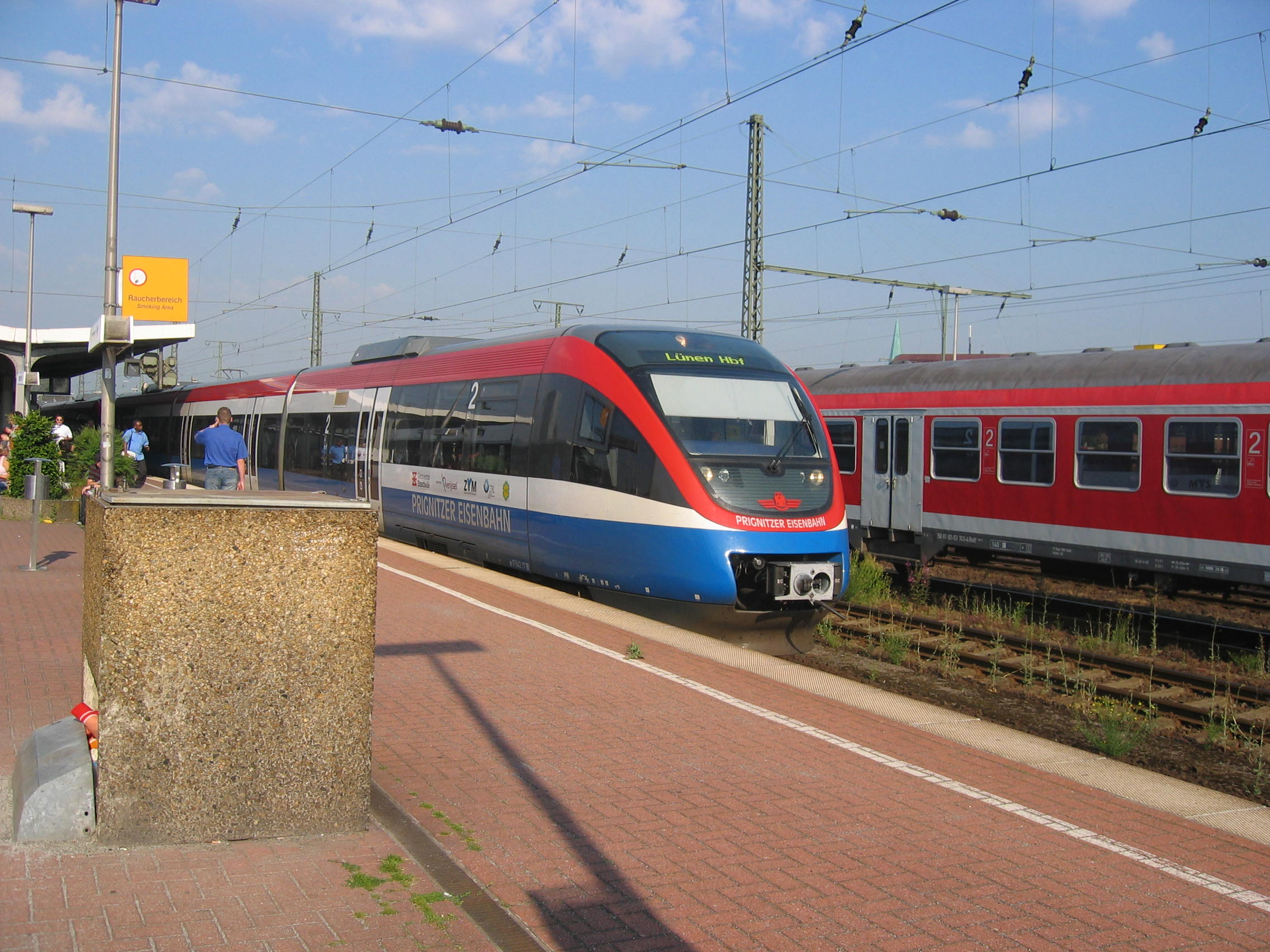
프리그니츠 철도는 2011년까지 노르트라인베스트팔렌(도르트문트)에서도 운행했다.
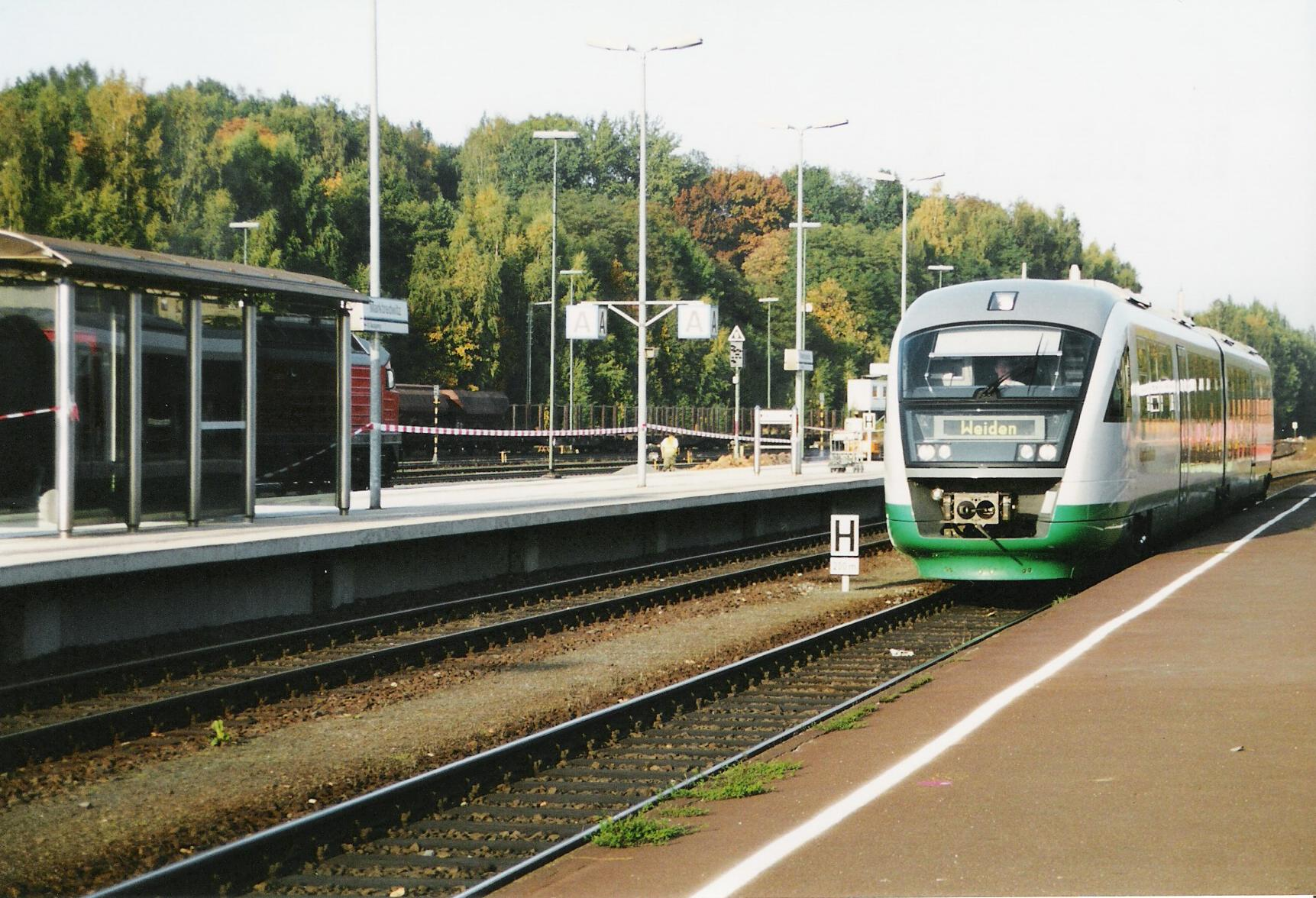
레겐탈 철도의 자회사인 포크트란트반
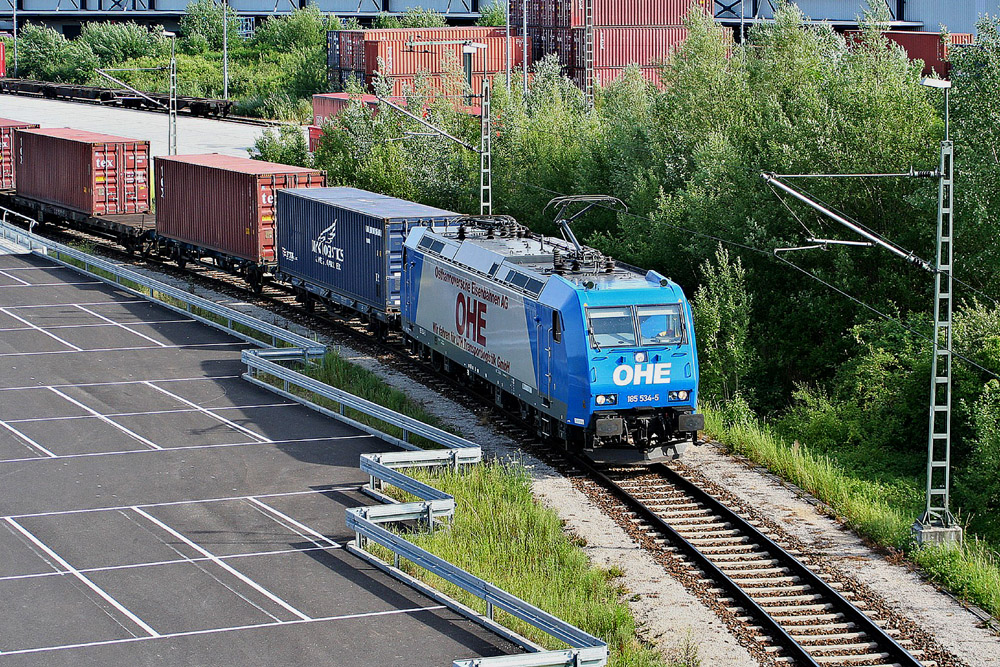
오스트하노버 철도는 2007년 3월부터 네티네라 소속이 되었다.
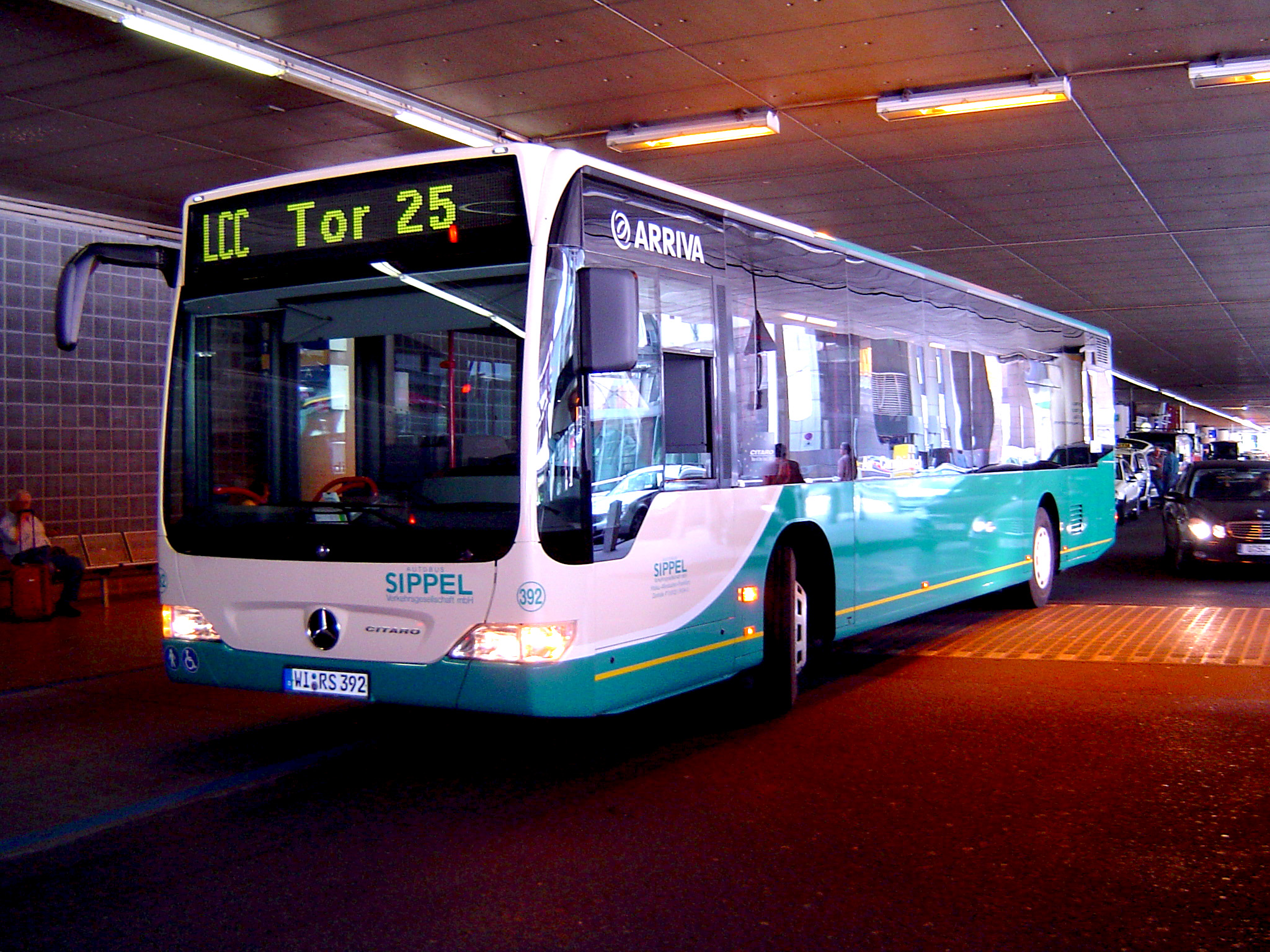
지펠은 프랑크푸르트 공항 버스를 운영했다.
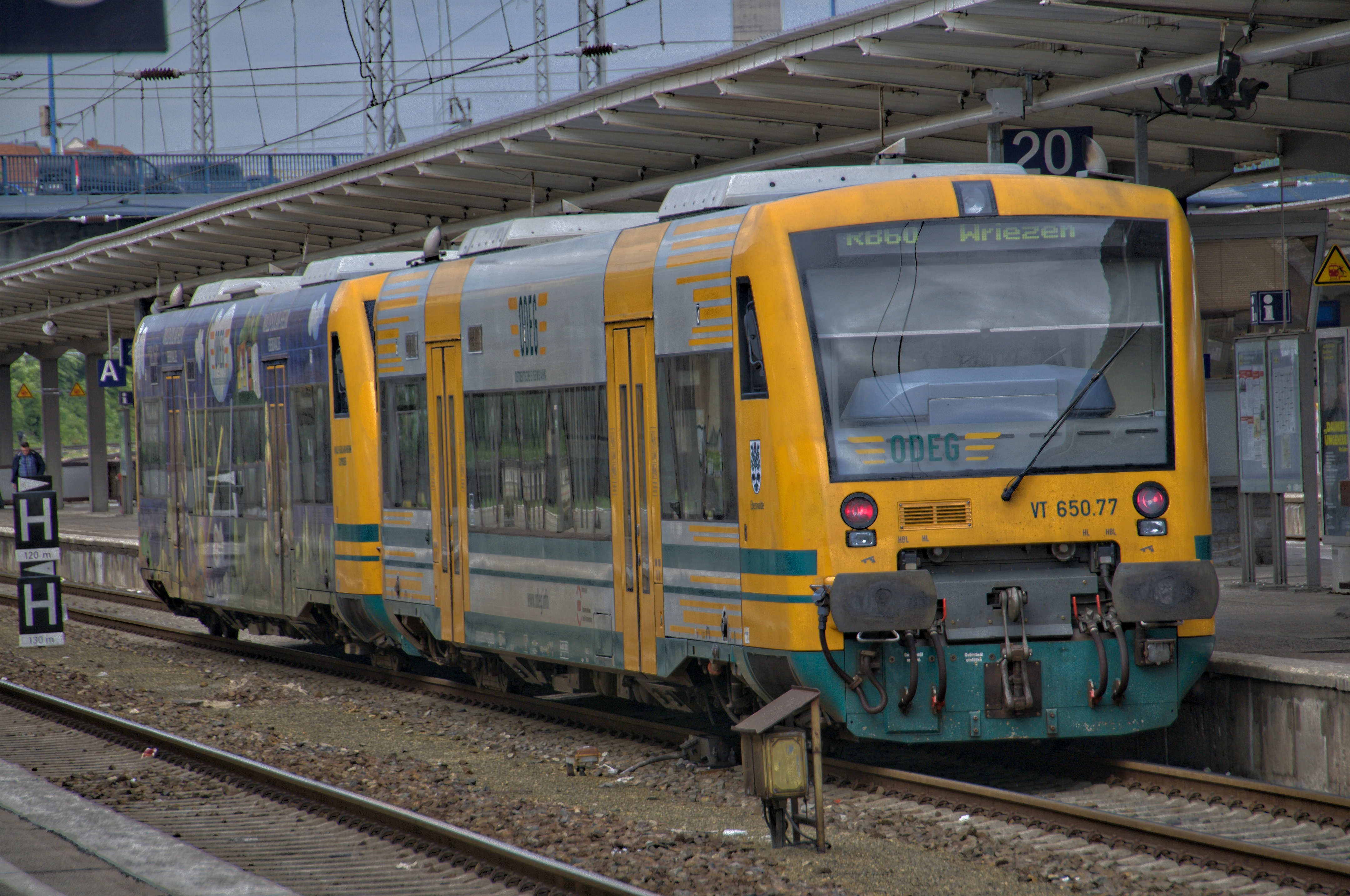
프리그니츠 철도 자회사인 ODEG 소속 레기오셔틀